# 벤자민 킹
벤자민 킹(Benjamin King, 1971년 11월 8일 ~ )은 미국의 배우, 텔레비전 배우, 영화배우이다.
로스앤젤레스에서 태어났다.

## 방송
- 리브 & 매디 2
- 리브 & 매디

## 영화
- 리브 & 매디 2 (2014년)
- 리브 & 매디 (2013년)
- 어 쇼트 히스토리 오브 디케이 (2013년) - 잭 피셔 역
- NCIS 시즌8 (2010년) - 론 샌즈 역
- CSI 라스베가스 시즌8 (2007년) - 리틀 역
- 블랙 호크 다운 - 에스케이프 (2003년)
- S.W.A.T. 특수기동대 (2003년)
- 거미줄 (2002년)
- 헐리우드 사파리 (1997년)